# Joan Brull i Vinyoles
Joan Brull i Vinyoles (Barcelona, 25 de gener de 1863 - 3 de febrer de 1912) fou un pintor català de finals del segle xix, representant del simbolisme català juntament amb altres artistes com Adrià Gual, Josep Maria Tamburini o Alexandre de Riquer.
Fou fill de Ramon Brull i Rosa, fabricant, segons el registre del naixement de Joan Brull, i de Teresa Viñolas i Molas. Va cursar estudis a l'Escola de la Llotja i a París i va treballar com a crític d'art a la revista Joventut. Es va relacionar amb diversos grups intel·lectuals de l'època, com el dels Quatre Gats, o el Cercle Artístic. També va fer amistat amb Ramon Casas i Santiago Rusiñol. L'any 1896 va rebre la primera medalla de l'Exposició Internacional de Barcelona gràcies a la seva obra Ensomni.
L'any 2009 la Fundació Caixa Girona li dedicà una exposició retrospectiva al seu centre Fontana d'Or, on es van poder veure més de 40 obres de l'autor. Únicament se li han dedicat 3 exposicions monogràfiques a Catalunya, aquesta i dues més el 1924 i el 1959.

## Obra
Si bé en els seus inicis es va dedicar a plasmar el realisme, amb els anys se centrà en el simbolisme, representant personatges de la mitologia, en la seva gran part femenins. També és conegut per la quantitat de retrats que va realitzar, la majoria de nens i captaires de la Barcelona de finals de segle. Són obres representatives d'ell:
- La tonsura del rei Wamba
- Somni, actualment al MNAC[5]
- Les nimfes de l'Ocàs, al Museu de la Garrotxa, va obtenir medalla de segona classe a l'Exposició Nacional de Madrid de 1899[6]
- Retrat de Nena, actualment a la Biblioteca Museu Víctor Balaguer
- Paisatge nocturn amb dues noies
- Retrat de dona jove, custodiat a la Fundació Rafael Masó de Girona[7]

Somni, 1905. Conservat al MNAC.
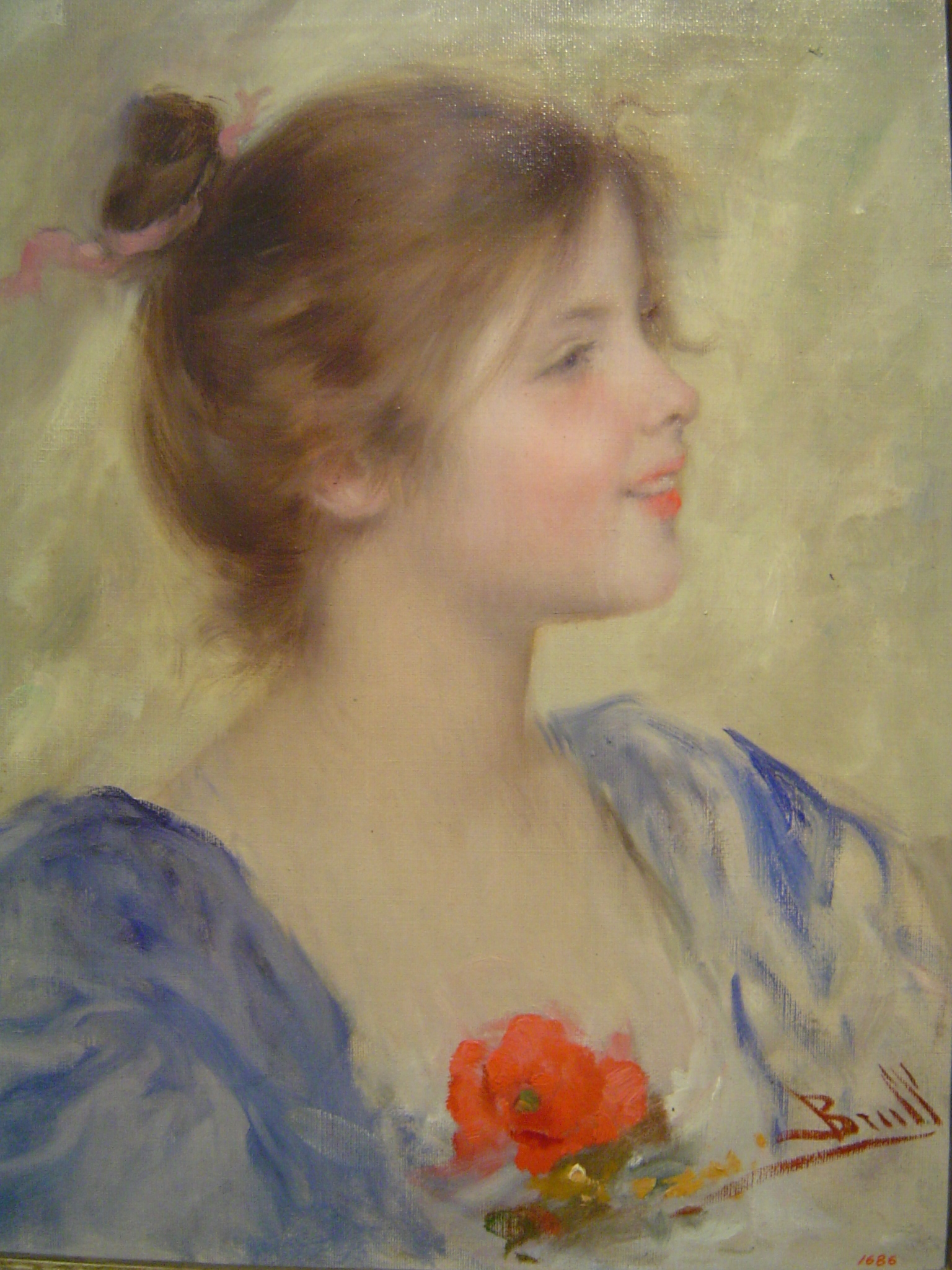
Bust de nena, 1912. Conservat a la Biblioteca Museu Víctor Balaguer

## Temàtica
Brull aconsegueix endinsar-se en el món oníric, «a mig camí entre la tendresa i la melancolia». i l'artista ―que s'allunya del moviment realista precedent― crea un paisatge misteriós que ens remet al món del somni, una lluna creixent que ens descobreix els encants de la natura. Tal com afirma Francesc Fontbona, historiador de l'art i membre de l'Institut d'Estudis Catalans: «per a un altre simbolista, Joan Brull, el paisatge ―sol o com a context de figures― és sempre un lloc de somni».
Pel que fa a les influències de l'autor, cal destacar el seu mestre Raphäel Collin, els prerafaelites anglesos, el simbolisme alemany i Charles Baudelaire ―Joan Brull va dibuixar la il·lustració que acompanyaria el poema Elevació, de Baudelaire, publicat a Joventut el 1903―. Seguidament, citem una estrofa del poema que ens permet establir una correspondència entre els autors, si més no, pel que fa al món del simbolisme: 
«qui al cel sos pensaments, las alas ja crescudas,

a l'auba, com alosas, aixeca lliurement!

qui plana sobre'ls homes y, sens esfors, entén

la llengua de las flors y de las cosas mudas!»
En ambdós autors trobem un alliberament ―sia de la natura o dels mateixos personatges―, una via que connecta directament amb l'ànima humana, amb el somni, amb la contemplació, amb l'espiritualitat.